# どろろ梵
『どろろ梵』（どろろぼん）は、原作：手塚治虫、作画：道家大輔による日本の漫画。『ヤングチャンピオン』（秋田書店）にて、2007年12号から2009年5号まで連載された。全38話。各話ごとのサブタイトルは漢字四文字で、ほとんどが四字熟語として成立している。

## 概要
手塚治虫の『どろろ』が原作とされているが、オリジナル作品の要素が強い。本作では現代が舞台で、生まれ変わった百鬼丸が女になり、どろろは妖怪になっている。また、現代では妖怪を認知できる人間が少なくなっている。オリジナルキャラクターも登場している。ちなみに、作品名中の「梵」については下記を参照。

## あらすじ
どろろと百鬼丸が別れてから5年……。ある橋の上、自らの身体を取り戻すべく一人旅をしていた百鬼丸は女の妖怪と戦っていた。百鬼丸は妖怪の首や身体を切き裂き、止めを刺そうとすると「アニキ！」との声が聞こえた……その妖怪はどろろだったのだ。不意をつかれ手を止めてしまった百鬼丸は、どろろに胴体を真っ二つにされた。そして、どろろにこう言い残し、自ら刀で首を跳ね飛ばし絶命した。「オレはいつか必ずおまえを殺しにいく」と。そして500年後、現代へと輪廻転生し女となった百鬼丸は身体を取り戻すため、そしてどろろを殺すために旅を再開するのだった。

## 登場人物

### 人間
醍醐 百鬼丸（だいご ひゃっきまる）
前世は男性だったが、女性に生まれ変わって500年後の現代に甦った。赤ん坊の頃は前世と同じく身体の一部が欠損しているが、欠損しているのは前世で取り戻せなかった右目・右腕・左足の3ヵ所のみ。髪が長く、一つに束ねており、身体の所々にタトゥーを彫っている。刀を右腕に仕込んでいたが妖怪に壊されてしまい、以降は義足に仕込んである刀のみで戦っている。妖怪の存在を認知でき、飼い猫の妖怪に憑かれていた梵を助けた後、百鬼丸に興味を持った梵に付き纏われ鬱陶しく感じていたが、だんだん仲間と思うようになって来ている様である。
梵（ぼん）
中学生の女の子で、殺されて妖怪化した飼い猫のホフマンに取り憑かれて町の歩行者達を殺してしまい、さらに殺した者への復讐に囚われたホフマンにより、自分の中学校で事件を起こしてしまった。最初は妖怪をわずかにしか認知できなかったが認知できるようになり、興味を持った百鬼丸に付いていく様になる。両親や親戚などは不在の模様で、中学では不登校気味であり、窃盗や傷害の常習犯でスリの才能もある。性格は明るく間延びした感じだが、逞しさもある。ホフマンに取り憑かれて半分妖怪になった状態であるため、妖怪と同じ匂いがするらしい。
この作品名中の「梵」は、彼女の名前である。
けんじ
植物の声が聞くことができる人間の男の子。梵に惚れ、世話を焼こうとするが、現実離れしたことが目の前で次々と起こるので、全てを受け止めることは出来なかった。
けんじの父
百鬼丸と梵を旅の途中でトラックに乗せてくれた心優しき人物。梵に大量の野菜を何度かあげている。
結丸（ゆいまる）
どろろがKニュータウン郊外の森で拾った人間の幼児の男の子。妖怪を見ることができる。どろろが育てると決心をするも、捜索隊の中にいた両親の元に帰った。
どろろは「ゆいまる」とは呼ばずに、「むすびまる」と呼んでいた。

### 妖怪
妖怪は「怨み」によって生きる存在で、怨みを浄化した時が寿命である。前世の百鬼丸から身体の一部を奪った「四十八の妖怪」は、枕がえし・赤目・鎌鼬を残して前世の百鬼丸に殺された。この残り3体が500年後の現代でも右目・右腕・左足を持っている。
どろろ / 鎌鼬（かまいたち）
風を司る妖怪で、百鬼丸の左足を持つ「四十八の妖怪」の一体。人間「どろろ」と妖怪｢鎌鼬｣が融合した存在。
人間であった時は前世の百鬼丸と旅をしていて、百鬼丸と別れた後は美しく成長するものの、相変わらずスリなどで生計を立てて裏世界で生きてきた。立ち寄った犬山村で得た情報から百鬼丸と再会するも鎌鼬に取り憑かれてしまい、意識を鎌鼬に吸収され百鬼丸に敵対するのならばと自ら崖を飛び降り自殺した。しかし、魂が鎌鼬と融合する形で妖怪化し、人間だった頃の記憶をほとんど失い、前世の百鬼丸を殺しても顔色一つ変えなかった。それから500年間、同じ妖怪の枕がえしと一緒にいる。妖怪だが性格は人間の頃と変わっておらず、頭に猫の尻尾が生えている。
どろろに取り憑く前の鎌鼬は花魁の様な格好をした猫娘の姿で、人間に取り憑いて人間を殺していた。
枕がえし（まくらがえし）
夢の世界を司る妖怪で、百鬼丸の右目を持つ「四十八の妖怪」の一体。現実を夢に摩り替えることにより現実に起こった事象を別の事象に置き換えることができる。その時、妖術をかけられた対象は眠りにつく。それは人間・妖怪問わず力を行使できる。置き換える夢は枕がえしの任意により、様々な夢を対象に見せる。当人はだんだんと人間を憎くなってこなくなり、もうすぐ死ぬということを自覚している。普段は黒猫の姿で、どろろと一緒にいる。好物は秋刀魚。怨むことで妖力が増す妖怪にあって、枕がえしだけは怨み以外をも妖力の源とすることができる。その源が何かは明記されていない。どろろからは「じっちゃん」、梵からは「猫ちん」と呼ばれている。もう一人の百鬼丸に胴体を真っ二つにされて力尽きてしまう。
赤目（あかめ）
煙の様な妖怪で、百鬼丸の右腕を持つ「四十八の妖怪」の一体。人間を好きになりかけるが、もう一人の百鬼丸に苦しめられ切り刻まれ、人間を怨んで死ぬ。
醍醐 百鬼丸（だいご ひゃっきまる）
途中から登場した、現代に黄泉還ったもう1人の百鬼丸。こちらは前世と同じく男性だが、百鬼丸の「妖怪に対する怨み」が形をもった存在であり、額に「第3の眼」を持つ。どろろに胴体より下を切り刻まれてしまったが、その時点では死なず、枕がえしを殺したにも拘らず自分を助けようとする梵の優しさに触れることで「怨み」を失い、力尽きる。
一反木綿（いったんもめん）
本作では時を司る妖怪。百鬼丸を当初から監視（?）していた。物語終盤でもう1人の百鬼丸と繋がっていたことが判明したが、枕がえしにあっけなくあしらわれる。自信過剰な性格。
ホフマン（化け猫?）
梵に飼われていたが、とある学生に生きながらに虐殺され、人間に強い怨念を持ったために妖怪と化した化け猫。その余りの怨念の強さは、百鬼丸の業物を粉々に砕くほど。後に百鬼丸に退治されたように見えたが、飼い主であった梵に取り憑き、一時的に梵を半分妖怪化する要因となる。
終盤にてもう1人の百鬼丸から梵を守るように百鬼丸と運命を共にする。
消しゴム
どろろの胸元に常にいる妖怪。パッケージの表示は「MOMO」。終盤にもう1人の百鬼丸にどろろを守るように立ち向かうが、力及ばず消滅する。
神木の妖怪
百鬼丸が前世で埋めた木から発生したキノコ型の妖怪。人間の行いを長年見続けた結果、種族間での戦争、我が子を捨てる等人間を愚かで理解できないと思うようになっていた所に、更に神木を開発のために切ろうとする人間に怨みを持つようになり、妖怪化した。
特殊な妖力的な描写は無く、己の姿が見えない人間に対してチェーンソーの暴発に見せかけて虐殺した。百鬼丸との戦闘で唯一、妖力的なものを発揮して百鬼丸に取り憑いたが、梵に蹴られて百鬼丸が気絶し、気絶した百鬼丸の体から抜け出した所を目覚めた百鬼丸に止めを刺されて消滅した。
海坊主
姿は巨大な腕。その巨体で名古屋にマグニチュード8.0以上の地震と津波を引き起こし、大災害を巻き起こした。
マー君に憑いていた妖怪
人間に憑いていた妖怪。丸い石の頭に5つの眼球を持つ。体を硬化させる能力がある。
名古屋で海坊主が起こした地震の被災地で死体を食べていた所を百鬼丸に見つかって胴を切り落とされ首だけの存在となり、最後はもう一人の百鬼丸の怒りを買いあっさり倒される。

### 幽霊
妖怪とは異なる存在。人間動物の霊魂から成り立つ存在。
 ???
幽霊電車から飛び出した少女。
おかっぱ頭に着物と言った童スタイル。心霊ポイントである踏み切りで幽霊電車を見た者を幽霊電車に誘い込む。幽霊電車に乗せられた者は次の幽霊電車の目撃者と入れ替わらない限り電車から降りることは出来ない。
心霊スポットのホームページから少女の事故の画像を見ると少女と強制的に遊ぶこととなる。遊びは「鬼ごっこ」。最初は閲覧者が鬼で少女が逃げる役。少女の霊を捕まえると鬼が交代するがその時、不気味な笑い声と共に「つかまったらシボー」と言いつつ追いかけてくる。実際には捕まえたらシボーするのは少女の霊の方である。少女の願いが聞き届けられた時、成仏していった。
清めの塩（食塩）では浄化できない。

## 書誌情報
- 道家大輔 『どろろ梵』 秋田書店〈ヤングチャンピオンコミックス〉、全4巻
  1. 2007年11月20日発売、ISBN 978-4-253-15071-2
  2. 2008年4月18日発売、ISBN 978-4-253-15072-9
  3. 2008年10月20日発売、ISBN 978-4-253-15073-6
  4. 2009年3月19日発売、ISBN 978-4-253-15074-3